# Galactica (travhäst)
Galactica, född 24 maj 2012 är en svensk varmblodig travhäst som tävlade mellan 2015 och 2021. Hon tränades av Malin Bergström, som även är hennes uppfödare, ägare och skötare. I sulkylopp kördes hon av Lars-Åke Söderholm och i montélopp reds hon av Anna Erixon.
Galactica började tävla i juli 2015, och sprang under tävlingskarriären in totalt 2,9 miljoner kronor på 61 starter, varav 13 segrar, 8 andraplatser och 12 tredjeplatser. Hon har tagit karriärens hittills största seger i Stochampionatet (2016). Bland andra stora meriter räknas segern i Monté-SM (2020) och andraplatsen i Montéeliten (2020).

## Karriär

### Tiden som unghäst
Då Galactica segrade i Stochampionatet på Axevalla travbana 2016 var det första gången i loppets 48-åriga historia som en kvinnlig tränare segrat. Under säsongen 2016 sprang hon in 1,5 miljoner kronor på 14 starter, varav 5 segrar. För sin framgångsrika säsong 2016 utsågs hon till Årets Sto vid Hästgalan. Hon delade priset med Darling Mearas.

### Fortsatt karriär
Under hösten hösten 2017 blev Galactica halsopererad, och gjorde comeback ett halvår senare i Stoeliten under Elitloppshelgen på Solvalla. Efter nästa start visade sig att hon hade fått en skada på ett gaffelband. I juni 2019 meddelades det att Galactica hade tävlat färdigt, och nu skulle verka som avelssto. Hennes första avelspartner skulle då bli Explosive Matter.

### Framgångar i monté
Då Galactica inte blev dräktig gjorde hon en ny comeback redan i december samma år, då hon för första gången startade i montélopp. Hon reds då av Anna Erixon, som skulle bli hennes ordinarie ryttare framöver. Under 2020 tog hon karriärens hittills största montéseger i Monté-SM på Åbytravet, där man bland annat besegrade Rajesh Face. Hon deltog i 2021 års upplaga av Prix de Cornulier men hon galopperade tyvärr kort efter start. Den 10 februari 2021 meddelades det att Galactica avslutar sin tävlingskarriär för att istället vara verksam som avelssto.